# Cannonball Adderley
Cannonball Adderley, właśc. Julian Edwin Adderley (ur. 15 września 1928 w Tampa, zm. 8 sierpnia 1975 w Gary) – amerykański saksofonista jazzowy grający na saksofonie altowym.

## Życiorys
Urodził się jako Julian Edwin Adderley w Tampa (Floryda), jako syn Juliana Carlyle Adderleya, pedagoga szkolnego i grającego na kornecie jazzowym oraz Jessie Johnson, nauczycielki w szkole podstawowej. Rodzina przeniosła się do Tallahassee, gdzie Adderley uczęszczał do Florida Agricultural and Mechanical College High School od 1941 do 1944 roku.

## Kariera muzyczna
Uzyskał tytuł licencjata na Florida A & M w 1948 r., ucząc się gry na instrumentach stroikowych i dętych pod kierunkiem dyrektora zespołu Leandera Kirkseya i tworząc z Kirkseyem szkolny zespół jazzowy. Następnie pracował jako dyrektor zespołu w Dillard High School w Fort Lauderdale na Florydzie i pracował we własnej grupie jazzowej. Cannonball Adderley początkowo mieszkał głównie w Tampa (Floryda), lecz w latach 50. przeniósł się do Nowego Jorku. W roku 1957 dołączył do sekstetu Milesa Davisa po tym, jak John Coltrane zrezygnował z bycia jego członkiem na rzecz grupy Theloniousa Monka.
Adderley uczestniczył w nagraniach takich płyt jak Milestones i Kind of Blue. Jego brat, Nat Adderley, był muzykiem jazzowym grającym na trąbce i kornecie.

## Dyskografia

### Jako lider
- Julian Cannonball Adderley and Strings(inne języki) (1955)
- Jump For Joy(inne języki) (1957)
- Portrait of Cannonball(inne języki) (1958)
- Somethin’ Else(inne języki) (1958) – z Milesem Davisem, Hankiem Jonesem, Samuelem Jonesem, Artem Blakeyem
- Things Are Getting Better(inne języki) (1958)
- Cannonball Adderley Quintet in Chicago(inne języki) (1959) – z Johnem Coltrane’em
- The Cannonball Adderley Quintet in San Francisco(inne języki) (1959)
- Cannonball and Coltrane (1959)
- Blue Spring(inne języki) (1959) – z Kennym Dorhamem
- At the Lighthouse(inne języki) (1960)
- Them Dirty Blues (1960)
- What Is This Thing Called Soul? (1960)
- Sweet and Lovely (1960/1961)
- Know What I Mean? (1961) – z Billem Evansem
- African Waltz (1961)
- The Quintet Plus (1961)
- Nancy Wilson and Cannonball Adderley (1961)
- In New York (1962)
- Cannonball’s Bossa Nova (1962)
- Dizzy’s Business (1962)
- Jazz Workshop Revisited (1963)
- Nippon Soul (1963)
- Cannonball Adderley’s Fiddler on the Roof (1964)
- Domination (1965) – Aranżacja – Oliver Nelson
- Mercy, Mercy, Mercy! Live at 'The Club' (1966)
- Cannonball in Japan (1966)
- Why Am I Treated So Bad! (1967)
- 74 Miles Away (1967)
- Radio Nights (1967)
- Accent on Africa (1968)
- Country Preacher (1969)
- The Price You Got to Pay to Be Free (1970)
- The Black Messiah (Live) (1972)
- Inside Straight (1973)
- Pyramid (1974)
- Love, Sex, and the Zodiac (1974)
- Phenix (1975)
- Big Man (1975) (Musical z Joe Williams i Randym Crawfordem)

### Jako sideman
Z Milesem Davisem
- Milestones (1958)
- Miles & Monk at Newport (1958)
- Jazz at the Plaza (1958)
- Porgy and Bess (1958)
- Kind of Blue (1959)

### Jako producent
- Wide Open Spaces (1960) – David Newman
- A Portrait of Thelonious (1961) – Bud Powell
- Bud Powell & Don Byas – A Tribute to Cannonball (1961)